# 相内優香
相内 優香（あいうち ゆうか、1986年〈昭和61年〉2月23日 - ）は、テレビ東京アナウンサー。

## 来歴
群馬県高崎市出身。共愛学園中学校・高等学校、立教大学社会学部産業関係学科（現：経営学部）卒業。
中学・高校時代は放送部と新聞部に所属。中学校在学中の2000年8月、参議院主催の子ども国会で群馬県代表として発言。
大学時代はセント・フォースに所属し、在学中の2004年には『準ミス立教』に選出された。2005年7月から2006年1月の間、事務所と大学の先輩である本田朋子（元：フジテレビ、現：フリーアナウンサー）の後を引き継ぎ、au携帯電話のCDMA 1X WIN向け番組配信サービス「EZチャンネル」の無料番組『EZアップチャンネル』の二代目MCを務めた。
2008年4月、テレビ東京入社。同期入社のアナウンサーは秋元玲奈。同年5月13日、『Jナビ』にてテレビ東京アナウンサーとして初出演。同年7月15日放送開始の『A×A ダブルエー』は、秋元とのコンビでの初レギュラー番組となる。
「柔道グランドスラム東京2009」を応援する男女混合アナウンサーユニット「柔道IPPON組（いっぽんぐみ）」、「世界卓球2009横浜大会」及び「世界卓球2010モスクワ大会」のテレビ東京女子アナウンサー公式応援ユニット「ピンポン7」のメンバーを務めた。2010年以降は『ワールドビジネスサテライト』等の報道番組への出演が増えたほか、池上彰（ジャーナリスト）が出演する特別番組でアシスタントを務める機会が多い。
2020年4月、経営管理学修士（MBA）取得を目指し、早稲田大学大学院経営管理研究科（早稲田大学ビジネススクール）に社会人入学した事を公表。過去に番組で共演していた入山章栄の研究室に所属し、国際経営理論を専攻。2022年3月に同大学院を修了し、経営管理学修士（MBA）を取得した。同年、NHKアナウンサーの青井実と結婚。

## 人物・エピソード
- 身長160cm[14]。
- 趣味はフットサル、長風呂、旅、読書。特技は華道（古流松藤会）。
- 好きな俳優はジョニー・デップ、鈴木京香。
- 『NARUTO』の大ファンで、自称「NARUTOアナウンサー」を名乗っていたが、その後、原作者（岸本斉史）から公認「NARUTOアナウンサー」に認定された[15]。
- 他局で同期入社の枡田絵理奈（元：TBS）、竹内由恵（元：テレビ朝日）、加藤綾子（元：フジテレビ）とは学生時代からの友人[16]。前者2人とは学生時代にキャンパスパークで同期で所属していた。このうち、自身のスポーツ担当時代には竹内とはJリーグ公式戦などの取材現場で一緒になることも多かった。
- EZアップチャンネルの二代目MC当時は、「あいうっちー」と呼ばれていた。名前の優香をもじった呼称では優香の知名度のもとに隠れてしまうとして、名字の相内を、内田恭子（当時フジテレビアナウンサー）の愛称になぞらえたものである。
- 普段は秋元に「ユッタン」と呼ばれているが、『メガスポ!』の女子アナ卓球企画では「ムッチムチのタヌキ」と呼ばれた。相内自身は公式ブログ[17]や『世界を変える100人の日本人!』内で、「ムッチムチ」 をアピールをしている。タヌキはかねてから秋元に指摘[18]されていた。
- 先輩の大江麻理子などからは「あいうっちゃん」と呼ばれている[19]。元アナウンス部長の久保田麻三留は「あつぃ〜」と呼んでいた。
- プロサッカークラブ・鹿島アントラーズ元監督の石井正忠は、相内の義理の叔母（父方の叔父の夫人）の従兄弟に当たる[20]。

## 出演

### テレビ東京入社後
- ワールドビジネスサテライト（2024年4月 - ）[注釈 2] - メインキャスター（月 - 木曜日担当）
- 日曜ゴールデンの池上ワールド 池上彰の現代史を歩く〜Walking through Modern History〜（2018年4月8日 - ）

不定期出演
- TXNニュース
- 試験電波 - 「ただいま、試験電波発射中です」というナレーションのみ

#### 過去の出演番組
- 東京☆女子アナクルーズ（2008年5月25日、8月10日、8月17日、8月24日、9月14日）
- 独占生中継2008 隅田川花火大会（ヘリ中継、2008年7月26日）
- Jナビ（不定期出演、2008年8月11日 - 11月30日、2009年10月19日 - 2011年4月）
- 天下統一CG将軍2（BSジャパンでの放送、2008年10月4日）
- アリケン（クイズVTR出演、2008年11月29日）
- キンコンヒルズ（ダメダメモンスターズ、2008年12月4日、11日、2009年4月21日）
- こちら!女子アナ番宣部（2008年12月24日、25日）
- テレビ東京オモシロかった人大賞2008（2008年12月29日）
- 今年も生だよ芸人集合 笑いっぱなし伝説（なんばグランド花月中継、2009年1月1日）
- メガスポ!（水曜担当、2008年10月 - 2009年3月）
  - 大竹佐知、松丸友紀、前田海嘉の代役として（2008年9月18日、19日、22日）
  - メガスポ!卓球女王決定戦2009（2009年1月10日、11日、18日、24日）
  - 大橋アナウンサーからの引継ぎ（2009年3月29日）
- 「世界卓球2009」オススメ（特番、石原良純と共に番組進行役、2009年3月29日）
- 世界卓球2009デイリーハイライト（2009年4月28日 - 5月1日、3日、4日）
- 横浜ゴールデンウィークナビ!!（2009年4月29日）
- ウェルカムTV（進行担当、2009年10月18日、25日、11月1日）
- 名言寄席（不定期出演、2008年11月10日 - 2009年1月30日、2009年6月19日 - 10月28日）
- 世界卓球選手権2010モスクワ大会中継司会（2010年5月）
- 池上彰の選挙スペシャル（2010年7月11日）
- 世界を変える100人の日本人! JAPAN☆ALLSTARS（アシスタント、2008年10月17日 - 2010年9月17日）
- E morning
  - 生活情報（天気・第2部進行）担当（金曜担当、2008年10月3日 - 2009年3月27日）
  - 生活情報（第2部進行）担当（月・金曜担当、2009年3月30日 - 9月25日）
  - 生活情報（第2部進行）担当（木曜担当、2009年10月1日 - 2010年3月25日）
  - 生活情報（第2部進行）担当（金曜担当、2010年4月2日 - 6月25日）
- ありえへん∞世界（アシスタント、2008年10月17日 - 2010年9月28日）
- ブランニュー!（2008年12月7日 - 2009年3月15日、11月1日 - 2011年4月17日）
- この日本人がスゴイらしい。 Brand New Japan（2010年10月22日 - 2011年4月24日）
- A×A ダブルエー（2008年7月15日 - 2011年7月8日）
- もえ×こん（劇場版ハヤテのごとく!の紹介、2011年8月22日 - 26日）
- 爆笑問題の大変よくできました!（2011年4月22日 - 9月9日）
- neo sports
  - 土曜担当（週末版）（2009年4月4日 - 2011年9月25日）
  - 木曜担当（平日版）（2010年7月1日 - 2010年9月30日）
  - 金曜担当（平日版）（2010年10月8日 - 2011年9月30日）
- KOZY'S NIGHT 負け犬勝ち犬（2011年10月12日 - 2012年9月26日）
- 7スタLIVE（金曜日司会、2011年10月7日 - 2012年6月29日）
- まほろ駅前番外地 第5話（2013年2月8日） - ラジオアナウンサー 役
- WBS Weekend（BSジャパン、2011年10月1日 - 2013年3月31日）
- 田原総一朗の仰天歴史塾・ニッポンリーダー列伝!（BSジャパン、2012年2月19日 - 2012年8月25日）
- 高田純次の年金生活（BSジャパン、2012年4月8日 - 2013年3月24日）
- 暮らしに役立つ!家電の学校（BSジャパン、2013年1月16日 - 2013年3月27日）
- 137億年の物語（助手役、2013年4月14日 - 2014年9月27日）
- そうだ旅（どっか）に行こう。 (アシスタント、2013年5月4日 - 2015年9月15日)
- 妄想の王子様（アシスタント、2013年12月2日 - 12月23日）
- 池上彰の経済教室（2014年4月20日[注釈 3] - 2015年3月28日）
- 田勢康弘の週刊ニュース新書（ニュースコーナー、2011年10月8日 - 2016年3月26日）
- NEWSアンサー（2015年7月6日 - 7月8日） - 森本智子の休暇代理
- 日曜夕方の池上ワールド（2015年5月31日 - 2018年2月25日）
- にちようチャップリン（2015年10月4日 - 2018年3月）
- ワールドビジネスサテライト（2010年6月 - 2021年3月26日）
  - 「トレンドたまご」コーナー
    - 火曜担当（2010年6月29日 - 2011年9月27日）
    - 月曜担当（2011年10月3日 - 2013年3月25日）
    - 月・木・金曜担当[注釈 4]（2013年4月1日 - 2016年11月4日）

  - フィールドキャスター
    - 火・水・金曜担当[注釈 5]（2016年11月8日 - 2021年3月26日）

  - メインキャスター
    - 火・水曜担当（2021年1月5日 - 2021年3月24日）
- ニュースモーニングサテライト（2021年3月29日 - 2024年3月28日） - メインキャスター（月 - 水曜日担当）

### テレビ東京入社前

#### テレビ
- 私立高校TV入学案内〜共愛学園高等学校（群馬テレビ、1999年）
- セリエAハイライトDX（スカイパーフェクTV!）
- EZアップチャンネル MC[22]（2005年7月 - 2006年1月）
- すぽると!（フジテレビ、2005年）
- 『ぷっ』すま（テレビ朝日、2006年2月14日） - PNNニュースキャスター役
- 世にも奇妙な物語「雨の訪問者」（フジテレビ、2006年3月28日） - 女性ニュースキャスター役
- ウエンズデー J-POP（NHK BS2、2006年4月26日） - リポーター
- 2006 FIFAワールドカップ Data Stadio（スカイパーフェクTV!、2006年6月 - 7月）
- SUPER INDEX [23]（SUPER CHANNEL、2006年）
- イグザンプラーテレビ（テレビ神奈川、2006年）
- イグザンプラードラマ[24]（テレビ神奈川、2006年 - 2007年）

#### CM
- トヨタ・オーリス（2006年）

#### インターネット放送
- CTVNウーマン（ザ・カラーテレビジョン・ネットワーク）

#### ラジオ
- TOKYO ANIME STREAM（Inter FM／2010年9月7日 - 2011年） - パーソナリティー

## その他メディア活動
書籍
- 『A×A OFFICIAL BOOK 相内優香×秋元玲奈』（「A×A新プロジェクト第1弾」、2009年6月17日発売、東京ニュース通信社）ISBN 978-4-86336-055-6

CD
- 『アニソンぷらす×アニメ☆ダンス コレクション』（「A×A新プロジェクト第2弾」、『みなみけ』の主題歌に使われた『経験値上昇中☆』を2人がカバーしたものが1曲収録されている[25]）

DVD
- 女子アナクッキング〜教えて!料理のアナとツボ〜（「先輩アナへの愛情弁当」）

雑誌 ※インタビューなど直接取材に応じたもののみを掲載。
- 『B.L.T.』
  - 2009年10月号「人でスポーツを語り尽くす 相内優香アナ（テレビ東京）×平山相太（FC東京）」
  - 2009年12月号「アナウンサーフレッシュトーク 枡田絵理奈×加藤綾子×相内優香」

## VTuber
相内は2018年8月から、バーチャルYouTuber「相内ユウカ」としても活動している。「相内ユウカ」としては23歳の新人アナウンサーという設定。元々は「ワールドビジネスサテライト」の企画から誕生したキャラクターだが、後述の通り2019年に入り「相内ユウカ」としてのレギュラー番組が複数スタートするなど、本格的に活動を開始している。

### 出演（VTuber）

#### 現在（VTuber）
- 相内ユウカにわからせたい!（2019年3月 - ）

#### 過去（VTuber）
- 電脳トークTVシリーズ（2019年4月 - 10月、2019年12月 - 2020年9月）